# Пансіон страху
«Пансіо́н стра́ху» (італ. Pensione paura) — італійсько-іспанський кінофільм 1978 року, психологічна драма з елементами джалло та готики, поставлена режисером Франческо Баріллі з італійською акторкою Леонорою Фані та французьким актором Люком Меренда в головних ролях. В основі сюжету — історія про дівчину Розу, доньку власниці невеликого пансіону під час Другої світової війни. Після смерті матері їй доводиться самотужки вести справи, уникаючи уваги слизького шахрая. Постояльці, що відрізняються розв'язаністю, зумовленою вседозволеністю воєнного часу, домагаються молодої Рози. Але в результаті всі, хто зазіхав на честь дівчини, стають жертвами жорстокого вбивці-незнайомця.
Стрічка отримала віковий рейтинг V.M.18 (заборонено молодше 18 років), але не мала успіху в прокаті через банкрутство італійської дистриб'юторської компанії Euro International Films. В Іспанії фільм рекламувався під сексплуатаційною назвою «Зґвалтува́ння сеньйори́ти Джу́лії» (ісп. La violación de la señorita Julia), але також не отримав великого успіху. Фільм є другою й останньою повнометражною художньою стрічкою Франческо Баріллі після фільму «Парфуми синьйори в чорному» (італ. Il profumo della signora in nero) 1974 року, з яким в нього багато спільного. Після «Пансіону страху» режисер присвятив себе живопису, а режисуванням займався час від часу, знімаючи телевізійні чи документальні фільми.

## Сюжет
Дія фільму відбувається в Північній Італії на початку 1945 року. Кілька гостей зупиняються поблизу озера у пансіоні «Русалка» (італ. Pensione delle sirene), яким керує Марта (Лідія Біонді), жінка середнього віку. Їй допомагає донька Роза (Леонора Фані) та офіціант-алкоголік (Арнальдо Кайвано). Чоловік Марти воює на фронті, тож їй доводиться самій обслуговувати жахливу клієнтуру, що складається з: вдівця, травмованого втратою сім'ї; двох повій; альфонса та його коханки, а також інших подібних клієнтів. Роза відчуває роздратування та огиду до всіх цих персонажів, але мати нагадує їй, що викинути їх — це те, чого вони не можуть собі дозволити в ці тяжкі воєнні часи. Попри те, що донька знає про переховування на горищі своєю матір'ю коханця-дезертира (Франсіско Рабаль), Роза чекає на повернення батька, військового льотчика. Один з гостей, Родольфо (Люк Меренда), вродливий, молодий, альфонс старіючої заможної жінки (Йоле Ф'єрро), чиї коштовності він хоче вкрасти, починає переслідувати молоду Розу, водночас його коханка починає ревнувати.

Роза та Гвідо

Одного разу вночі Марту, власницю пансіону, знаходять мертвою внизу сходового маршу, вона впала зі сходів в темряві, тож її донька змушена тепер сама взяти на себе управління готелем. У цей момент дівчина раптово опиняється самотньою, не в змозі впоратися з ситуацією й опинившись залежною від небезпечних, збочених і безпринципних гостей. Їжі на всіх жителів пансіону бракує, а управляти ним стає все важче: гості, крім того, що не платять, стають все більш вимогливими. Поховавши матір, дівчина їде в місто, щоб спробувати отримати позику у священика (Луїджі Де Сантіс). Але це жадібний лихвар відмовляє їй в будь-якій допомозі, хоча у нього вдома, попри війну, панує достаток. Однак, молодий племінник священика зжалюється над дівчиною та починає привозити їй картоплю й інші харчі, що краде в дядька-священника. Таким чином Гвідо (Франческо Імпечіаті) та Роза починають ніжні підліткові стосунки.
Незабаром вночі багата дама Родольфо заманює Розу до своєї кімнати після чого її утриманець нападає на молоду дівчину та ґвалтує її за участю своєї пасії. Після цього, Роза тікає та ховається у своїй кімнаті дуже засмучена, вона продовжує сподіватися, що її батько колись повернеться, звільнивши її з цього «пекла». Під час тієї дощової ночі невідома особа, одягнена у чорне, проникає в пансіон і жорстоко вбиває Родольфо та його коханку сокирою. Коли Роза знаходить тіла їй доводиться сховати їх у підвалах пансіону, який колись використовувався для лікування гряззю.

Розстріл гостей Незнайомцем, за спиною якого ховається Роза

Через кілька днів таємничий незнайомець (Максімо Вальверде) з'являється в корчмі, шукаючи чоловіка, що зрадив своїх військових побратимів і спричинив смерть 15-и людей: коханця-дезертира, що переховується на горищі… Вночі на Розу нападає двоє фашистів, впевнені, що дівчина приховує коштовності, насправді вкрадені Родольфо. Розі вдається втекти, але потім її силоміць закривають в кімнаті інші жителі пансіону, що збираються організувати за участю дівчини оргію в підвалі.
Роза бореться, кричить, і в цей момент з'являється таємничий чоловік, що розстрілює усіх гостей з автомата. Тепер Роза переконана, що цей чоловік — її батько, але насправді під капелюхом зовсім інша людина. Він розповідає дівчинці, що був в одному батальйоні разом з її батьком і той загинув. Незнайомець пристрасно цілує Розу й каже, що їй необхідно залишити все та піти за ним: він подбає про її майбутнє.
Однак, Роза, вражена всіма цими подіями, не може змиритися зі смертю батька. Вона зізнається, що це вона вбила Родольфо та його коханку: вона, перевдягнувшись в чоловічий одяг, помстилася за вчинене. Незнайомець ігнорує зізнання та наполягає, щоб Роза пішла за ним. Не повіривши в трагічну новину та приголомшена усім насиллям, що випало на її долю, вона втрачає розум. Поцілувавши свого рятівника, дівчина вбиває його з пістолета. Після цього Роза зачиняється в пансіоні, повному трупів, в очікуванні батька. Лише тоді стає зрозуміло, що дівчина зовсім збожеволіла: вона пише батькові листа, благаючи повернутися і пише, що після його від'їзду «нічого не змінилося».

## Знімальна група

### Акторський склад
| Актор               | Роль              | В оригіналі        |
| ------------------- | ----------------- | ------------------ |
| Леонора Фані        | Роза              | Rosa               |
| Люк Меренда         | Родольфо          | Rodolfo            |
| Франсіско Рабаль    | коханець Марти    | amante di Marta    |
| Йоле Ф'єрро         | коханка Родольфо  | amante di Rodolfo  |
| Хосе Марія Прада    | гість пансіону    | cliente pensione   |
| Лідія Біонді        | Марта, мати Рози  | Marta              |
| Максімо Вальверде   | незнайомець       | sconosciuto        |
| Франческо Імпечіаті | Гвідо             | Guido              |
| Луїджі Де Сантіс    | священник         | parroco            |
| Карло Тотті         | другий фашист     | secondo fascista   |
| Марія Д'Алессандро  | повія             | prostituta         |
| Арнальдо Кайвано    | офіціант пансіону | cameriere pensione |
| Діала Карузо        | повія             | prostituta         |
| Вольфанго Солдаті   | фашист            | fascista           |

### Основний творчий колектив
- Режисер: Франческо Баріллі[it];
- Сценарій: Барбара Альберті[it], Амедео Пагані[it], Франческо Баріллі[it];
- Оператор-постановник: Гуалтьєро Маноцці;
- Музика: Адольфо Вайцман[es];
- Монтаж: Амедео Сальфа[it];
- Художник: Вінченцо Дацці;
- Артдиректор: Нелло Джорджетті[it].

### Дубляж
| Актор           | Роль                   | Мовою       |
| --------------- | ---------------------- | ----------- |
| Мікеле Каламера | Родольфо (Люк Меренда) | італійською |

### Зйомки
- Декорації: Франко Кане;
- Костюми: Паола Россетті;
- Макіяж: Франко Скіоппа;
- Зачіски: Серджо Дженнарі;
- Помічник режисера: Ігнаціо Акоста;
- Оператор: Джорджіо Аурелі;
- Асистенти оператора: Франческо Стефано Гальярдіні, Раміро Сабель;
- Асистент монтажу: Анна Марія Рокка
- Реквізит: Роберто Маганьїні;
- Звук: Лусіо Маніскалькі;
- Оператор стріли: Марко Колантоні;
- Монтаж звуку: Ренато Кадуері;
- Електротехнік: Альфредо Колантоні;
- Старший механік: Лучано Спіна;
- Фотограф: Анджело Сампері;
- Гардероб: Ізоліна Бенсі;
- Керівник сценарію: Джулія Фанара.

### Постпродукція
- Продюсери: Томмасо Дацці, Паоло Форназьєр, Тадео Віллальба, Хосе Гутьєррес Маессо[it];
- Супервізор продакшену: Пітер Сассаролі;
- Секретар продакшену: Джуліо Діні;
- Асистент продакшену: Серджо Форчіна;
- Адміністратор: Оресте Тіратерра;
- Публіцисти: Енріко Лукаріні[it], Марегеріта Ауторі, Маттео Спінола[it].[6]

## Виробництво

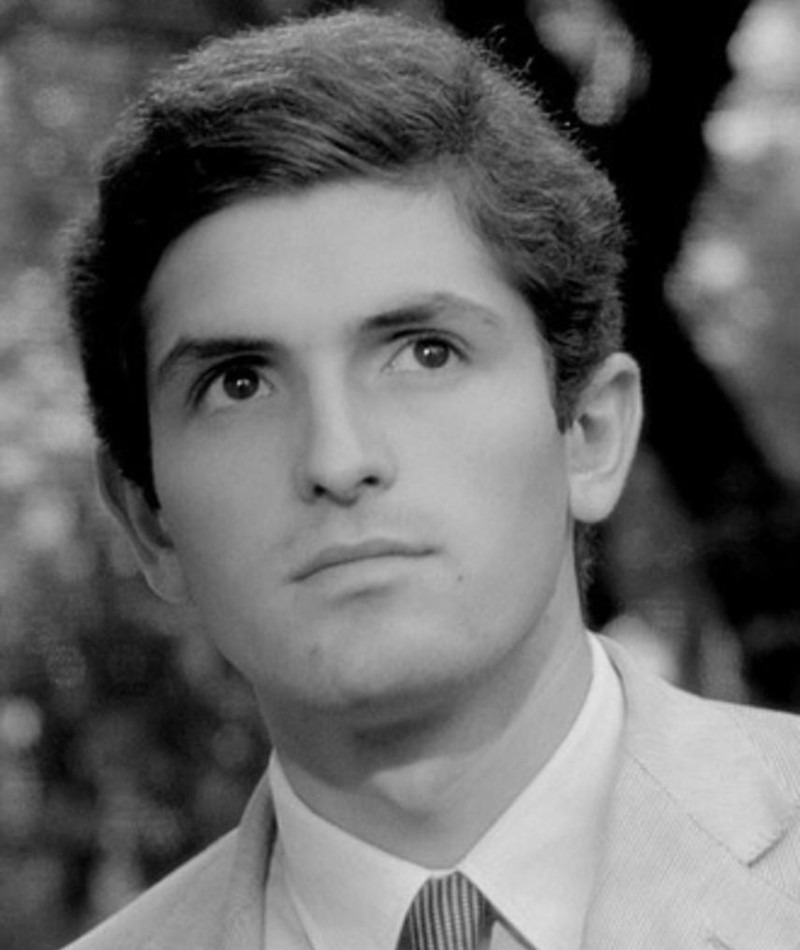
Франческо Баріллі грає у фільмі Перед революцією, 1964 рік

### Розробка сюжету
Режисер Франческо Баріллі став відомим після фільму «Парфуми синьйори в чорному» (італ. Il profumo della signora in nero) 1974 року з Мімзі Фармер у головній ролі. На той час він вважався молодим режисером-початківцем з оригінальним і гострим баченням жанру фільмів жаху, що підтверджується схвальними відгуками критиків щодо його першої повнометражної стрічки. Однак, між «Парфумами синьйори в чорному» та «Пансіоном страху» минуло близько чотирьох років. Як пояснював сам режисер в інтерв'ю італійському кінокритику Роберто Курті:
Вони не дозволяли мені знімати фільми, які я хотів. Після «Парфумів синьйори в чорному» роками мені пропонували сценарії, в яких хтось зрештою з'їдав когось іншого. (сміється) Це був кошмар: були історії, дія яких розгорталася в середньовіччі, також були політичні фільми жахів, у яких комуністи їли фашистів і навпаки… (сміється)
оригінальний текст (англійська)
They wouldn’t let me make the films I wanted to. After Il profumo della signora in nero, for years I’ve been offered scripts in which somebody ended up eating someone else. (laughs) It was a nightmare: there were stories set in the Middle Ages, others were political horror movies in which Commies ate Fascists and vice versa … (laughs)
— спогади Франческо Баріллі, 
На той час Баріллі працював над сценарієм L’occhio (з італ. — око), який набагато пізніше, 1985 року, був екранізований з великою кількістю змін у сюжеті режисером Джузеппе Патроні Гріффі під назвою «Пастка» (італ. La gabbia). Шанс повернутися за камеру зрештою з'явився у 1977 році. Зі слів Баріллі, одного дня до нього прийшов продюсер Томмасо Дацці й дав сценарій під робочою назвою Lago nero (з італ. — чорне озеро). Режисеру не дуже сподобалася оригінальна історія, але через потребу в грошах він зголосився її зняти. Історія L’occhio мала деякі схожі риси з майбутнім фільмом: якщо в сценарії режисера основним простором виступала квартира, де відбуваються жахливі події, то в майбутньому сценарії «Пансіону страху» головне місце займала будівля похмурого готелю, навколо якої розгортається історія. На думку кінокритика Марко Макулотті, Баріллі імітував й у першому своєму фільмі й у другому французький кондомініум Романа Поланскі з фільмів «Відраза» (1965 рік), «Дитина Розмарі» (1968 рік) та «Квартирант» (1976 рік).

Вступна сцена. Підтоплена альтанка

Авторами оригінального тексту Lago nero були Барбара Альберті й Амедео Пагані. Баріллі намагався підкреслити елементи історії, які йому найбільше сподобалися, зокрема клаустрофобну атмосферу та загадковість історії, пов'язану з таємничим незнайомцем, що карає всіх кривдників головній героїні. Водночас режисер був незадоволений сценарієм і вважав його «дещо фальшивим», тож змінив або додав під час зйомок кілька сцен. Зокрема, він додав сцену, в якій старіюча гостя заманює Розу в кімнату й там її ґвалтує Родольфо.
Також режисер дещо переробив сцену в якій головна героїня (на ім'я Віола в первинному сценарії) плаває в «чорному озері» і пірнає до будиночка на дні, складеного зі старих меблів — стільців, столів тощо. За первинним задумом це мало б символізувати сюрреалізм її «ідеального», втраченого «сімейного гнізда», як в подібній сцені фільму «Пекло» 1980 року Даріо Ардженто. «Будинок на дні біля озера», знятий у фільмі Баріллі у вигляді підтопленої альтанки у вступній сцені, що, на думку кінокритика Роберто Курті, могло бути спричинено обмеженим бюджетом. Майже у феллініївському стилі, як в казці, Роза пише листа батьку в альтанці, розмірковуючи про гостей пансіону: «де ти зараз? Небо велике, і я завжди дивлюся на нього, але ніколи не бачу тебе…».

### Зйомки
Зйомки кінофільму проходили в серпні 1977 року в містечку Манціані, поблизу озера Браччано, що знаходиться в Лаціо, а також в готелі «Terme di Stigliano» (термальні води Стільяно) у Канале-Монтерано, поблизу Рима.

Пансіон «Русалка» (італ. Pensione delle sirene) у фільмі
border
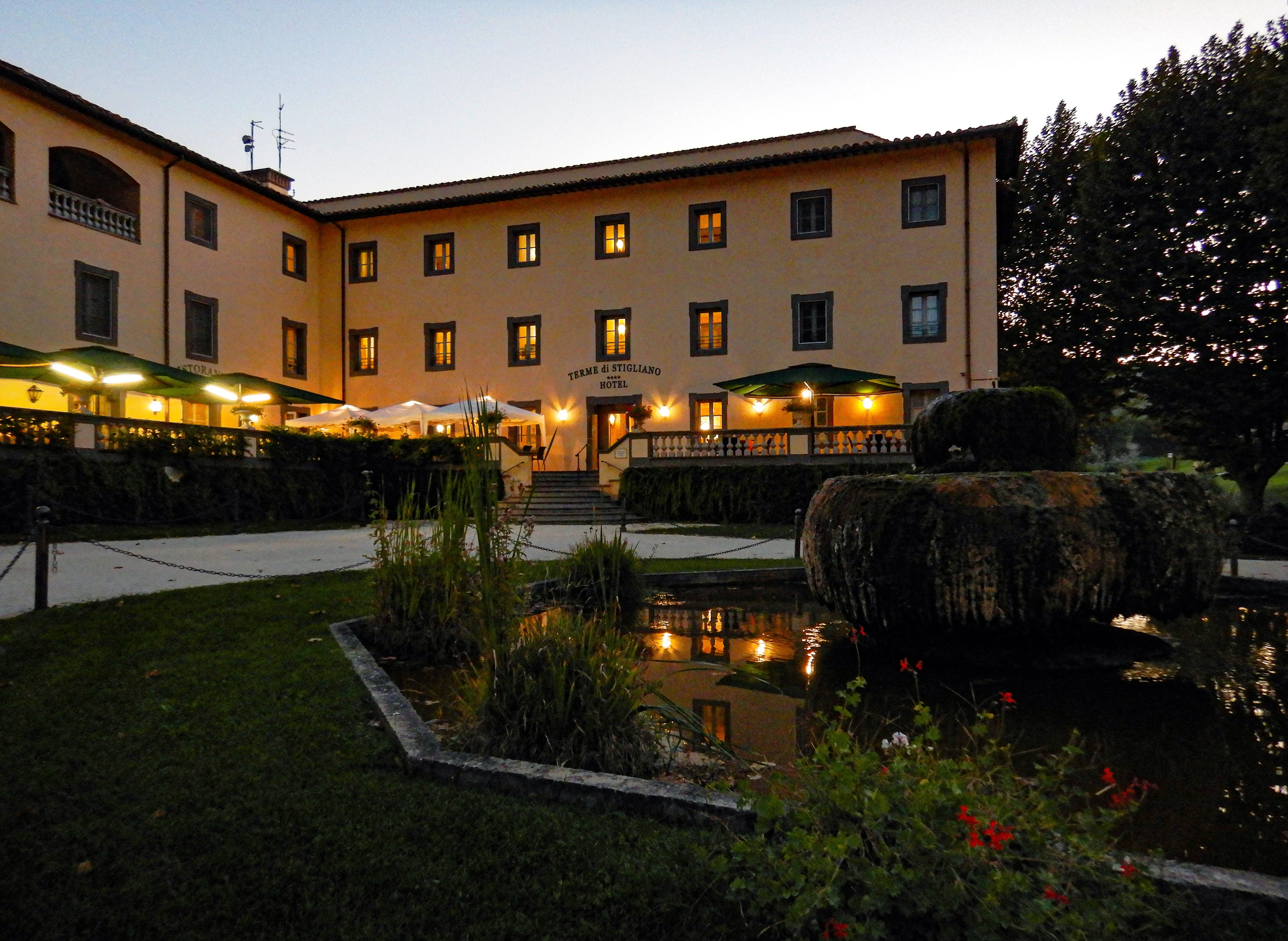
Готель Terme di Stigliano, Канале-Монтерано

Баріллі мав під рукою сильний акторський склад. Головну роль отримала Леонора Фані, чию гру згодом високо оцінили кінокритики. Акторка, знана як «Лоліта італійського кіно» часто грала провокативні ролі під час своєї недовгої кар'єри (наприклад: «Скотолозтво» 1976 року, «Нене» 1977 року, «Джалло у Венеції» 1979 року). Баріллі обернув свою розповідь навколо, характерного для гарної 23-річної акторки еротичного амплуа, ніби малюючи її портрет. З іншого боку, іспанський актор Франсіско Рабаль, якого було запрошено на роль коханця-дезертира, що живе на горищі, був не таким переконливим у своїй ролі. Також режисер запросив на епізодичну роль жорстокого фашиста свого друга дитинства, Вольфанго Солдаті, сина видатного італійського письменника та режисера Маріо Солдаті.
Вибір француза Люка Меренда на головну чоловічу роль слизького альфонса-шахрая Родольфо був одним з найуспішніших. Після становлення актора, як зірки італійських poliziotteschi, Меренда намагався знятися у фільмі іншого жанру, щоб не асоціюватися у публіки з типовим «поліцейським образом». «Пансіон страху» дав йому шанс зіграти цікаву роль лиходія. Режисер вважав, що зовнішній вигляд Люка з чорними вусами та зачесаним назад волоссям — ідеальний для ролі італійського жиголо 1940-х років, водночас актор високо оцінив роботу режисера й своєї партнерки по знімальному майданчику, Леонори.
Відомо, що під час знімального процесу було багато конфліктів всередині знімальної групи. Баріллі часто голосно сварився з Дацці. Режисер звинувачував продюсера в настирливості, а той, своєю чергою, звинувачував режисера у відході від оригінального сюжету та зйомці незапланованих сцен:
На зйомках «Пансіону страху» у нас часто виникали такі суперечки, тому що мені казали: „Ми не будемо знімати цю сцену, бо її немає в сценарії!“ Я навіть не слухав. Я просто ставив камеру і знімав. І я змонтував фільм так, як хотів.
оригінальний текст (англійська)
On the set of Pensione Paura we often had these arguments, because I was being told: ‘We’re not going to shoot this scene, as it’s not in the script!’ I didn’t even listen. I just placed the camera and shot it. And I edited the film the way I wanted to.
— спогади Франческо Баріллі в інтерв'ю Роберто Курті, 

### Звук та саундтрек
Музику до фільму написав аргентинський композитор Адольфо Вайцман. Окрім нього над звуком працювали Лусіо Маніскалькі та монтажер Ренато Кадуері. Лише через 27 років після виходу фільму, 2005 року, було випущено CD-підбірку, записану у стерео-форматі на студії Nuovo Studio Econ. Над виданням працювали Клаудіо Фуїано, продюсер Лука Ді Сільверіо, а також художник обкладинки Амадео Мантіка. Зазвичай, працю Вайцмана класифікують як поєднання джазу та класики, хоча стиль композитора тяжіє до легкої музики, неокласицизму та сучасного джазу.
Пізніше відбулося ще два перевидання альбому. Перше — 2019 року, коли лейбли Arrow Records і Sugar видали LP-збірку на двох вінілових платівках. Виданням займалися Джеймс Плоткін і продюсер Джеймс Блекфорд. Крім того, вініл було оздоблено вкладишами, над якими працював кінокритик Роберто Курті, а оригінальну обкладинку розробив художник Жиль Вранкс. Ще одне, електронне, видання альбому відбулося 2021 року лейблом Decca Records.
Іноді деякі з композицій Вайцмана, що початково були записані для фільму публікуються у тематичних підбірках музики з горор-фільмів. Наприклад, композиція Pensione paura [Finale] увійшла до збірки I Suoni Del Buio 2007 року, а Languidamente у 2021 році було використано у збірці Paura (A Collection Of Italian Horror Sounds From The Cam Sugar Archive), яку випустив той же лейбл Decca Records.
| #   | Назва                     | Тривалість |
| --- | ------------------------- | ---------- |
| 1.  | «Pensione paura [Titoli]» | 3:43       |
| 2.  | «Amore e Paura»           | 4:04       |
| 3.  | «Nella camera, il Buio»   | 1:50       |
| 4.  | «Angoscia»                | 1:47       |
| 5.  | «Suzanne»                 | 2:07       |
| 6.  | «Languidamente»           | 2:25       |
| 7.  | «Pensione Paura»          | 2:49       |
| 8.  | «Attesa»                  | 1:50       |
| 9.  | «Psicotico»               | 1:20       |
| 10. | «Languidamente #2»        | 1:46       |
| 11. | «Follia»                  | 1:57       |
| 12. | «Baratro della mente»     | 3:57       |
| 13. | «Suzanne #2»              | 4:11       |
| 14. | «Angoscia #2»             | 1:14       |
| 15. | «Corridoio oscuro»        | 3:00       |
| 16. | «Pensione paura #2»       | 1:28       |
| 17. | «Ansimando»               | 2:17       |
| 18. | «Amore Disperato»         | 1:16       |
| 19. | «Angoscia #3»             | 1:49       |
| 20. | «Pensione paura [Finale]» | 4:06       |

## Характеристика

### Операторська робота
Режисер стрічки Франческо Баріллі дуже уважно поставився до візуальної складової кінокартини. Більшу частину фільму знято у сірих землистих кольорах, які передають туман і занедбаність готелю після бомбардувань. Мальовничий погляд Баріллі помітний зі вступної сцени з Розою (Леонора Фані), що повільно пливе озером на човні. Ця частина знята крізь гілки дерев за допомогою варіо-об'єктива — ідилічне, оманливе зображення, яке стає моторошним, коли камера підіймається на візку та зображає прибуття дівчини на напівзруйнований причал.

Вступна сцена з Розою (Леонора Фані) на озері
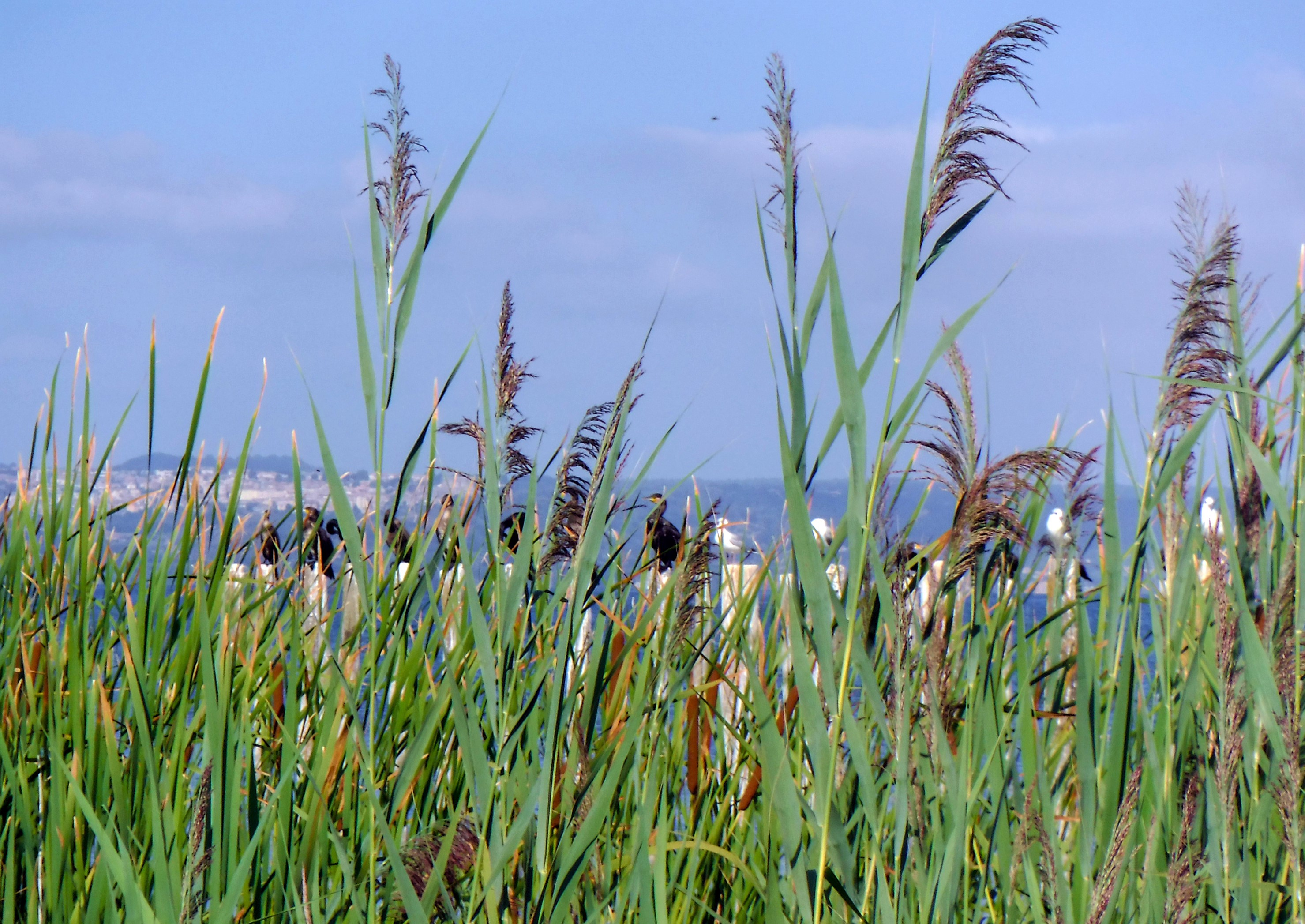
Озеро Браччано, де знімалася вступна сцена
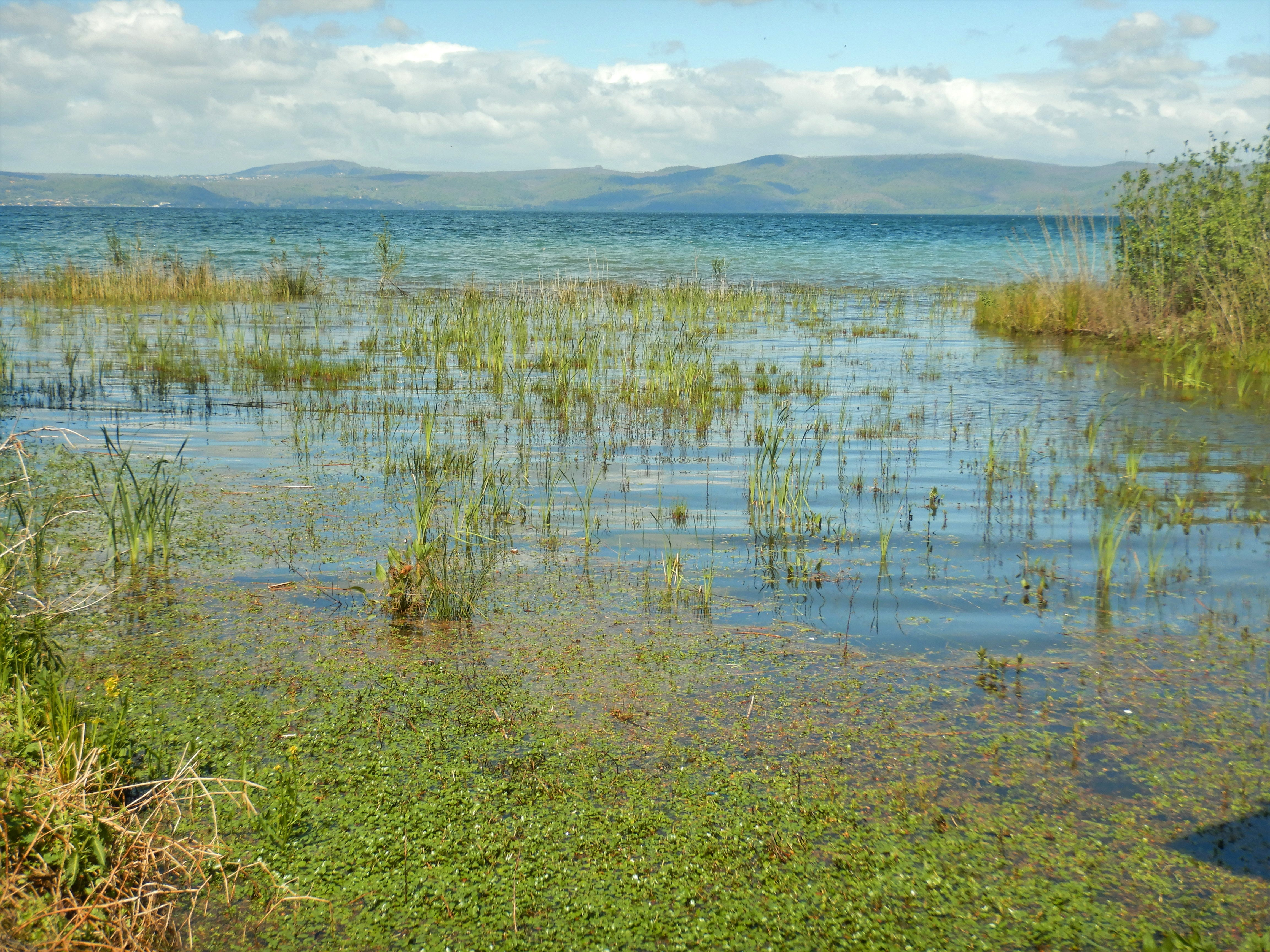
Природний парк Браччано-Мартіньяно[it]

Режисерові вдалося підкреслити клаустрофобну атмосферу, що вразила його під час першого прочитання сценарію. Наприклад, сцена повітряного нальоту союзників на початку фільму, коли гості, усі зібрані на вечерю, завмирають від звуку літака та гуркоту авіабомб удалечині. Деякі сцени, залиті темно-синіми та червоними кольорами, виглядають явно натхненними «Суспірією» Даріо Ардженто. Хоч Баріллі використовує колір обережніше за свого колегу, це так само підкреслює суть фільму як «темної казки».

Поєднання темно-синього та червоного кольорів в «Пансіоні страху»
Родольфо та Роза в червоному світлі, подібному до «Суспірії»
Кадр з фільму «Суспірія», 1977 рік, режисер Даріо Ардженто

На цю думку також натякають діалоги («Ти така налякана маленька дівчинка, що я ледь не хотів би розповісти тобі історію»), а також вибір костюмів і декорацій: протягом фільму, героїня поступово дедалі більше одягається як доросла жінка, змушена носити одяг матері; її втрачене дитинство символізує чарівний ліхтар біля її ліжка, а також сцена, у якій Роза та її друг Гвідо граються тінями на стіні, немовби відновлюючи втрачену невинність.

### Жанр і художні засоби
Кінофільм «Пансіон страху» має достатньо унікальний сюжет, що не вписується в конкретний жанр. Зокрема, багато кінокритиків сходяться на думці, що попри сцену, де таємнича постать у чорному капелюсі й плащі вбиває сокирою Родольфо та його коханку, фільм не подібний до жанру джалло. Марко Макулотті визначає фільм як, перш за все «драму Гран-Гиньоль», а вже потім як горор чи трилер. Тому режисер більше приділив уваги стосункам між персонажами й діалогам, ніж саспенсу чи неочікуваним поворотам сюжету.

Будинок пансіону, що виступає відсилкою до образу готичного особняка

На думку кінокритика Роберто Курті стрічка має елементи не лише джалло та психологічної драми, а й є готичним фільмом жахів. Як і у своєму дебютному фільмі, «Парфуми синьйори в чорному» (італ. Il profumo della signora in nero), Баріллі використав відсилання до готики за допомогою пряжі в костюмах, а також парадного входу в будинок. Останній є варіацією готичного особняка, що стає самостійним персонажем, разом з темними коридорами, раптово освітленими спалахами світла (через відсутність електрики, пов'язану з бомбардуваннями), забороненими кімнатами (горище, де переховується коханець хазяйки пансіону), грізними склепами (підвал, де Роза ховає трупи) тощо. «Пансіон страху» найкраще проявляє готичний горор в середині стрічки, оскільки готель усе більше й більше стає відображенням головної героїні, а його закутки та коридори наповнені загрозами та таємницями. Напруга вибухає в сцені жорстокого вбивства ґвалтівників і його галюцинаційних наслідків, коли Роза позбавляється тіл жертв у гарячих грязьових ваннах підвалу готелю (хоча, за оригінальним сценарієм вона кидає їх в озеро, до «підводного будинку»). Це моторошне переосмислення готичних склепів і підземель, а також ще один елемент, який пов'язує історію з географією та культурою Італії. Часом фільм дуже схожий на ранні роботи Пупі Аваті не лише через спільне культурне коріння режисерів (обидва походять з одного регіону), а й через використання гротеску, так само як це зробив Баріллі у своєму попередньому фільмі.

### Характеристика персонажів
Суть фільму пов'язана з так званою «жіночою готикою», зосереджуючись на головній героїні, що перебуває на межі психічного зриву. Роза — дівчина в біді, яку переслідують безжальні люди, яким потрібна не її кров, а її тіло. Вона — молода дівчина, змушена подорослішати надто рано на фоні травматичного сексуального досвіду, подібно до Сильвії у виконанні Мімзі Фармер з попереднього фільму Баріллі, «Парфуми синьйори в чорному». Як і у своєму дебюті, режисер досліджував психоаналітичні аспекти історії та її інцестуальний підтекст через ідеалізацію й обожнювання Розою свого міфічного, очевидно давно померлого, батька так само, як і героїня Фармер. Остання сцена лише підкреслює це: в ній Роза, позбавившись трупів усіх клієнтів пансіону, зачиняє всі вікна та ховається в темряві самотніх кімнат, а на задньому плані її голос читає останній, відчайдушний і божевільний любовний лист до свого батька.
Особливо моторошні відчуття додають герої стрічки. Будинок населений персонажами, схожими на привидів, біженцями з апокаліптичного світу, що руйнується на їхніх очах: Італії 1945 року, країни, охопленої громадянською війною між фашистами та партизанами, що підживлюється наступом союзників. Це стосується майже всіх другорядних персонажів: старого чоловіка, одержимого смертю після загибелі власної родини (його грає видатний іспанський актор Хосе Марія Прада); жиголо Родольфо з його хтивою поведінкою (у виконанні Люка Меренда); брудних і вульгарних п'яниць (зокрема офіціант, якого зіграв Арнальдо Кайвано); повій-німфоманок (ролі Марії Д'Алессандро та Діали Карузо), а також лихваря-священника (у виконанні Луїджі Де Сантіса). Ніби фігури абсурдної вистави, вони чекають смерті, що ніяк не приходить. Жахливі гості готелю, що загрожують Розі, починаючи зі слизького альфонса Родольфо, схожі на своєрідних вампірів. Вони висмоктують її молодість і волю до життя, відчайдушно прагнучи продовжити своє «недоіснування»: ці одержимі сексом персонажі втілюють потворну, відчайдушну сексуальність, ніби статевий акт — це єдине, що робить їх живими. Загалом у фільмі сексуальність стала потужним елементом оповіді, зміщуючи фокус уваги глядача від постаті убивці до питання виживання молодої привабливої дівчини.

Гість пансіону та Роза (у виконанні Хосе Марія Прада та Леонори Фані)

Стосунки між Родольфо та жінкою середнього віку (у виконанні Йоле Ф'єрро), що платить йому за сексуальні послуги, є дегенеративною варіацією на тему некрофільських пристрастей, які часто з'являються в готичних фільмах жахів 1960-х років. Ця сюжетна лінія характеризується зловмисною, відразливою еротичністю, яка досягає кульмінації в зґвалтуванні Рози. Режисер змінив сценарій, додавши фрагмент, де коханка Родольфо заманює Розу в кімнату, а також бере участь у зґвалтуванні, у гротескній спробі доставити трохи задоволення своєму чоловікові.
Іншим прикладом є зображення другорядних персонажів, таких як божевільний гість, який постійно шепоче на вухо Розі про свою загиблу сім'ю, або загадковий парафіяльний священник, який показує трюки з монетами. Баріллі пізніше пояснював, що це він придумав цього персонажа. За його словами, актор був справжнім лихварем з Манціани. В оригінальному сценарії персонаж був простим священником, тоді як режисеру вдалося зробити з нього непристойну, слизьку та відразливу особистість.

## Прокат
Акцент на темній і неприємній стороні сексуальності приніс кінофільму рейтинг V.M.18 (італ. vietato ai minori di 18 anni — заборонено молодше 18 років), а колегія цензорів вимагала вирізати чи скоротити кілька сцен зальною тривалістю близько 18 секунд, а саме:
1. Скоротити оральний секс між матір'ю головної героїні та її коханцем;
2. Скоротити сцену зґвалтування;
3. Прибрати сцену орального сексу між двома гостями готелю.[10]

Фільм вийшов у прокат 16 лютого 1978 року та став комерційним провалом, що було пов'язано з поганим розповсюдженням. Баріллі це коментував наступним чином:
Розумієте, головною проблемою був невмілий продюсер [Томмасо Дацці]. Я сказав йому не продавати «Пансіон страху» компанії Euro (яка от-от збанкрутує), а якомусь іншому дистриб'ютору, який би платив менше, але гарантував би широкий прокат фільму по всій Італії. Але він мене не послухав, і якраз фільм був готовий, Euro збанкрутував. Ось чому «Пансіон страху» з'явився лише в декількох великих містах, як-от Турин [прем'єра відбулась 9 березня], на пару днів, а потім зник. Я кинув це напризволяще, тому що мені було досить сварок з Дацці.
оригінальний текст (англійська)
You see, the main problem was the producer, who was inept. I told him not to sell Pensione paura to Euro (which was about to go bankrupt) but to some other distributor, which would pay less but would guarantee the movie ample distribution all over Italy. But he didn’t listen to me, and just when the film was ready, Euro went bankrupt. That’s why Pensione paura came out just in a couple of major towns, like Turin, for a couple of days, then it disappeared. I abandoned it to its destiny, because I had had enough of quarrelling with Dazzi.
— спогади Франческо Баріллі, 
В більшості країн фільм виходив в прокат під оригінальною італійською назвою (італ. Pensione paura). В Іспанії, стрічка рекламувалася як еротичний фільм, під сексплуатаційною назвою «Зґвалтування сеньйорити Джулії» (ісп. La violación de la señorita Julia) при тому, що у фільмі немає персонажа, на ім'я Джулія. Також мали місце оригінальні назви для прокату в:
- США,  Велика Британія,  Канада — англ. Hotel Fear;
- Туреччина — тур. Korku Pansiyonu;
- Бразилія — порт. O Hotel do Medo.

Фільм вийшов на DVD 5 грудня 2007 року. 14 червня 2022 року стрічку вперше було випущено в США на Blu-ray компанією Mondo Macabro. За твердженням авторів релізу — це «абсолютно нова реставрація 2K з оригінального негативу». Крім, власне, фільму в якості 1080p і співвідношенням сторін 1.66:1 до релізу було додано дві аудіо-доріжки італійською й іспанською мовами з англійськими субтитрами, а також додаткові матеріали: прев'ю Mondo Macabro, трейлер фільму, аудіо-коментарі ведучих подкасту Fragments of Fear Giallo Рейчел Нісбет і Пітера Джилмстада, два інтерв'ю з режисером Франческо Баріллі (одне від 2022 року, інше — від 2015 року), інтерв'ю з виконавцем головної ролі, Люком Меренда, а також відео-порівняння італійської й іспанської версій стрічки.

## Критика
Італійський критик Марко Макулотті відзначав вплив на фільм: британської психологічної драми «Відраза» 1965 року Романа Поланскі (у головні ролі — Катрін Денев); італійського трилеру «Суспірія» 1977 року Даріо Ардженто з Джессікою Гарпер у головній ролі; французького психологічного горору «Квартирант» 1976 року й культового фільму П'єра Паоло Пазоліні 1977 року, «Сало́, або 120 днів Содому». Макулотті відзначив, що Баріллі зумів «надати фільму його типового мальовничого відбитку» завдяки відчуженим кадрам, затемненню сцен і використання червоного та синього освітлення подібно «Суспірії». А також він високо оцінив музику Адольфо Вайцмана. З іншої сторони на думку Макулотті сценарій «часто здається пошарпаним і не дуже міцним».
Гра акторів, загалом була позитивно оцінена критиками. Особливо це стосується виконавців головних ролей. Італійський кінокритик Роберто Курті назвав Леонору Фані «порцеляновою, тендітною красунею, чия готовність роздягатися перед камерою зробила її однією із зірок еротичного кіно 1970-х років, але яка показала себе гарною актрисою у складній ролі», а на думку фінського критика Ярі Мустонена «серце фільму» сформували три речі: емоційна музика й гра Меренда та Фані. Водночас роль відомого іспанського актора Франсіско Рабаля не отримала схвальних відгуків.
Роберто Курті відзначав, що попри численні чесноти фільму, кульмінація особливо розчаровує. Причина, на його думку, полягає не лише тому, що відсутнє серйозне розкриття характеру персонажа «вбивці», але через введення в сюжет «незнайомця» у виконанні Максімо Вальверде, що призвело до «половинчастої та непереконливої розв'язки». З іншої сторони, на думку Курті, стрічка закінчується потужним завершальним зображенням коли Роза нарешті піддається божевіллю й закривається від всього світу, закриваючись у безлюдному готелі. Баріллі зняв епілог, як і велику кількість інших сцен, наперекір наполяганням продюсера Дацці в тому, що фільм закінчено.